# Groote Huissenspolder
De Groote Huissenspolder is een polder ten noorden van Zaamslag in de Nederlandse provincie Zeeland. De polder behoort tot de Zaamslagpolders.
De polder is vernoemd naar Johan Huissen, die Ambachtsheer was Zaamslag en Aandijke en in 1692 toestemming kreeg om de schorren ten noorden van de Zaamslagpolder in te dijken. De polder kwam gereed in 1695 en was 673 ha groot.
In de polder bevindt zich een smal restant van een kreek die De Hondt werd genoemd. Vroeger zette de kreek zich buitendijks voort in wat nu de Krekepolder is. Aan de rand van de polder liggen de buurtschappen: Hoek van de Dijk, Reuzenhoek en Kampersche Hoek.